# Essex County, Ontario
Essex County är ett county i Kanada.   Det ligger i provinsen Ontario, i den sydöstra delen av landet, 700 km sydväst om huvudstaden Ottawa.
Trakten runt Essex County består till största delen av jordbruksmark. Runt Essex County är det ganska glesbefolkat, med 47 invånare per kvadratkilometer.